# Jill Hetherington
Jill Hetherington-Hultquist (Brampton, Ontario, 27 de octubre de 1964) es una tenista profesional canadiense retirada de la actividad. Jugó en su etapa juvenil para la Universidad de Florida y como entrenadora para la Universidad de Washington hasta mayo de 2014.
Después de convertirse en profesional, ganó un título de sencillos y catorce títulos de dobles en el WTA Tour durante su carrera. Sus mejores resultados en Grand Slam fueron la final de dobles femenina en el Abierto de Estados Unidos de 1988 y el Abierto de Australia de 1989, y la final de dobles mixtos en el Abierto de Francia de 1995.

## Finales

### Grand Slam

#### Dobles
| Resultado | Año  | Torneo                    | Compañero(a)  | Oponentes                       | Marcador      |
| --------- | ---- | ------------------------- | ------------- | ------------------------------- | ------------- |
| Finalista | 1998 | Abierto de Estados Unidos | Patty Fendick | Gigi Fernández Robin White      | 6–4, 6–1      |
| Finalista | 1989 | Abierto de Australia      | Patty Fendick | Martina Navratilova Pam Shriver | 3–6, 6–3, 6–2 |

#### Dobles mixto
| Resultado | Año  | Torneo             | Compañero             | Oponentes                                | Marcador            |
| --------- | ---- | ------------------ | --------------------- | ---------------------------------------- | ------------------- |
| Finalista | 1995 | Abierto de Francia | John-Laffnie de Jager | Larisa Savchenko Neiland Todd Woodbridge | 7–6(10–8), 7–6(7–4) |